# Ferdinand Prantner
Ferdinand Prantner (Pseudonym: Leo Wolfram; * 13. März 1813 in Wien; † 28. April 1871 ebenda) war ein österreichischer Beamter und Schriftsteller.

## Leben
Prantner war Sohn eines Seidenhändlers. Er studierte von 1833 bis 1835 Rechtswissenschaft an der Universität Wien. 1835 kam er als Akzessist in die Wiener Geheime Ziffernkanzlei. Als diese 1849 aufgelöst wurde, erhielt er eine Stelle als Hofsekretär in der Ziffernsektion des k.k. Ministeriums der auswärtigen Angelegenheiten. Dort stieg er 1867 zum Direktionsadjunkt auf und wurde 1868 zum Sektionsrat ernannt und mit dem Orden der Eisernen Krone III. Klasse ausgezeichnet. Im Dezember 1869 erhielt er den Titel eines Hofrats und 1870 schließlich eine Stelle als wirklicher Hofrat. Pranter galt als besonderes Talent in seinem Arbeitsbereich. Er beherrschte sieben Sprachen und galt als hervorragender Dechiffreur. Aufgrund seiner schriftstellerischen Betätigung war er immer wieder in seinem Amt gefährdet. Er genoss allerdings den besonderen Schutz von Anton von Schmerling und des Erzherzogs Ferdinand Maximilian Joseph Maria von Österreich.
Prantner arbeitete neben seiner beruflichen Tätigkeit ab der Gründung der Zeitung Neue Freie Presse für deren Feuilleton. 1865 erhielt er ein Schreibverbot, nachdem er sich offensiv gegen die Politik des Vatikans gewandt hatte. Allerdings hielt sich Pranter nicht an dieses Verbot. Sein Roman Dissolving views gilt heute als einer der ersten politischen Romane Österreichs. In diesem karikierte er unter Pseudonym hohe und höchste Persönlichkeiten im damaligen Wien. Entsprechend wurde das Werk von der Zensur verboten. Zwar wurde sein Pseudonym enthüllt, er behielt aber aufgrund seiner Verbindungen seine Stellung. Zur Zeit der Regierung Friedrich Ferdinand von Beusts hatte er großen Einfluss auf die deutschen Liberalen in Wien.
Prantner war zudem begeisterter Zitherspieler und machte dieses Instrument in Wien salonfähig. Außerdem beschäftigte er sich eingehend mit Volksmusik. Auch gilt er als einer der Pioniere der Wiener Ferienkolonien im Salzkammergut.
Prantner war in zweiter Ehe mit Helene geb. Bacher, einer ausgezeichneten Pianistin und Schülerin Sigismund Thalbergs, verheiratet. Aus erster Ehe stammt die Malerin Hedwig Prantner.

## Werke (Auswahl)
- An die Freunde des Staats-Ministers, Gerlod, Wien 1861.
- Dissolving views: Romanfragmente, 3 Bände, Hoffmann und Campe, Hamburg 1862.
- Verlorene Seelen, 3 Bände, Janke, Berlin 1867.
- Ein Goldkind, 2 Bände, Janke, Berlin 1867.